# Les visages de Bélmez
 (octobre 2021).
La mise en forme du texte ne suit pas les recommandations de Wikipédia : il faut le « wikifier ».
Les points d'amélioration suivants sont les cas les plus fréquents :
- Les titres sont pré-formatés par le logiciel. Ils ne sont ni en capitales, ni en gras.
- Le texte ne doit pas être écrit en capitales (les noms de famille non plus), ni en gras, ni en italique, ni en « petit »…
- Le gras n'est utilisé que pour surligner le titre de l'article dans l'introduction, une seule fois.
- L'italique est rarement utilisé : mots en langue étrangère, titres d'œuvres, noms de bateaux, etc.
- Les citations ne sont pas en italique mais en corps de texte normal. Elles sont entourées par des guillemets français : « et ».
- Les listes à puces sont à éviter, des paragraphes rédigés étant largement préférés. Les tableaux sont à réserver à la présentation de données structurées (résultats, etc.).
- Les appels de note de bas de page (petits chiffres en exposant, introduits par l'outil «  Source ») sont à placer entre la fin de phrase et le point final[comme ça].
- Les liens internes (vers d'autres articles de Wikipédia) sont à choisir avec parcimonie. Créez des liens vers des articles approfondissant le sujet. Les termes génériques sans rapport avec le sujet sont à éviter, ainsi que les répétitions de liens vers un même terme.
- Les liens externes sont à placer uniquement dans une section « Liens externes », à la fin de l'article. Ces liens sont à choisir avec parcimonie suivant les règles définies. Si un lien sert de source à l'article, son insertion dans le texte est à faire par les notes de bas de page.
- La présentation des références doit suivre les conventions bibliographiques. Il est recommandé d'utiliser les modèles {{Ouvrage}}, {{Chapitre}}, {{Article}}, {{Lien web}} et/ou {{Bibliographie}}. Le mode d'édition visuel peut mettre en forme automatiquement les références.
- Insérer une infobox (cadre d'informations à droite) n'est pas obligatoire pour parachever la mise en page.

Pour une aide détaillée, merci de consulter Aide:Wikification.
Si vous pensez que ces points ont été résolus, vous pouvez retirer ce bandeau et améliorer la mise en forme d'un autre article.
Les Visages de Bélmez sont un phénomène prétendu paranormal dans une maison privée en Espagne.
Le phénomène commence en 1971 lorsque les résidents affirment que des images de visages sont apparues dans le sol en béton de la maison. Situés dans la maison familiale Pereira au 5 de la Calle Real[réf. nécessaire], à Bélmez de la Moraleda, province de Jaén, de la région Andalousie, en Espagne, les visages de Bélmez ont amené un grand nombre de touristes à Bélmez.

## Description
Divers visages seraient apparus et disparus à intervalles irréguliers depuis 1971 et auraient été fréquemment photographiés par les journaux locaux et les visiteurs curieux. De nombreux habitants de Bélmez pensent que les visages n'ont pas été faits à la main. Certains enquêteurs en paranormal pensent qu'il s'agit d'un phénomène pensé, produit inconsciemment par l'ancienne propriétaire décédée de la maison, María Gómez Cámara. Des chercheurs sceptiques ont effectué des tests approfondis sur les visages et pensent qu'il s'agit de fabrications probablement créées dans le cadre d'un canular. On soupçonne la famille Pereira d'avoir perpétré le canular pour un gain financier,.
La ville est rendue célèbre pour des apparitions à ce jour inexpliquées et désignées par l'expression Visages de Bélmez dans la maison de la famille Pereira située au 5 de la Rue Rodriguez Acosta.
Le 23 août 1971, alors que Maria Pereira fait sa cuisine, elle constate sur le sol de son salon l'apparition de visages.
Elle applique plusieurs détergents dessus ; les visages disparaissent mais se reforment à d'autres endroits du sol.
Le sol en béton est plus tard détruit et refait deux fois par Miguel Pereira, le fils de Maria. Les visages continuent à apparaître, prenant parfois des expressions différentes. Il apparaît que la maison était construite sur un cimetière du XIIIe siècle. Des ossements d'adolescents décapités durant la Guerre Civile ont également été exhumés du sous-sol de la maison.

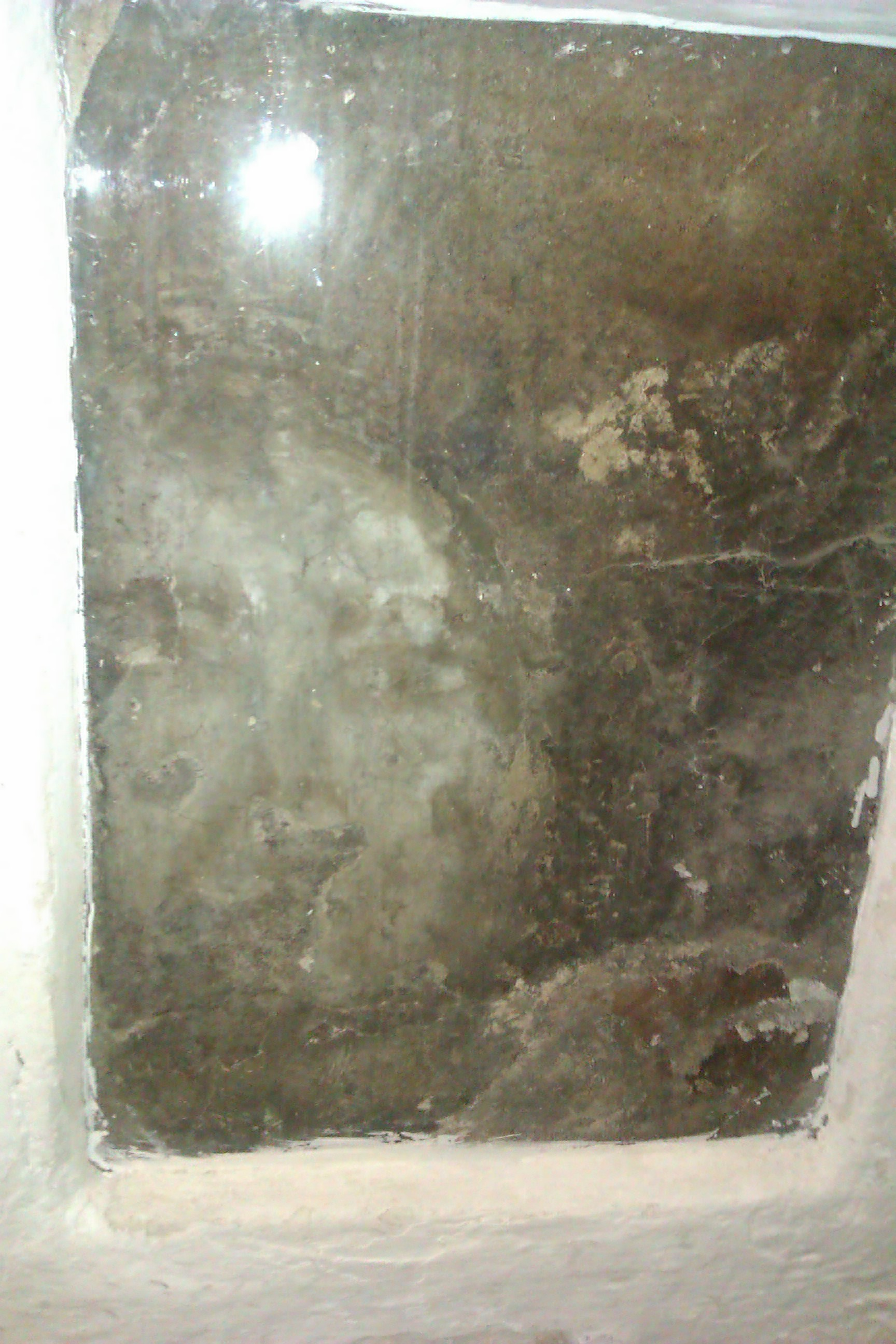
Visage de Bélmez

## Formation des visages
José Martinez Romero établit une classification des visages dans son ouvrage consacré au phénomène. Il distingue ainsi les images principales, les images fixes, mi-fixes et fugaces. Les images semblent fixes mais les photos prises laissent apparaître des modifications presque imperceptibles. Certains visages n'ont duré qu'un ou deux jours. Leur formation peut se produire sous les yeux des observateurs, ce qui exclut toute fraude. Elle peut se faire en deux minutes ou en une demi-heure.
Le 16 février 1975, plus de huit personnes assistent à la formation d'une image au fond du foyer. Le processus de formation de l'image ne prend pas plus de deux minutes.

## Analyses spectrographiques
Des analyses spectrographiques ont été réalisées sur différents échantillons des visages de Bélmez et comparées à des fragments de ciments prélevés à d'autres endroits de la maison. Ainsi, des échantillons des visages ont été envoyés à l'Institut de la Céramique et du Verre en 1991 et des analyses par diffraction de rayon X ont été effectuées en 1994 puis réitérées en 1996 et 1998 sans qu'aucun soupçon de fraude n'ait pu être évoqué.
En effet, aucune trace de sel d'argent n'a pu être décelée, ni de zinc, de plomb ou de chrome.
L'artiste-peintre, José de Homa Lopez confirme que si c'était de la peinture, ce serait une œuvre d'art sans précédent. Selon lui, ce n'est pas une œuvre d'art réalisée par l'homme ; de cela, il dit en être « certain, absolument certain ». Il ajoute qu'il ne s'agit pas d'une œuvre conçue par l'homme.
Il n'y a aucun pigment. Il ne s'agit pas de peinture. Comme le souligne, De Homa Lopez, les visages apparaissent comme par transparence, sous un glacis.

## Fausse piste
L'hypothèse d'un canular est évoquée au moment d'une seconde vague d'apparitions en 2004 sans que celle-ci ne soit sérieusement étayée, attribuant l'auteur des peintures au fils, Miguel Pereira. Les visages auraient été "peints" grâce à du nitrate d'argent, rendant impossible la détection de pigments lors des premières analyses qui furent menées sur place. Ces allégations ont été relayées par l'écrivain américain, Brian Andrew Dunning sur son podcast, Skeptoid. Les assertions du journaliste ne se fondent sur aucune étude scientifique[réf. nécessaire].